# Gonzalo Torrente Ballester
Gonzalo Torrente Ballester (Ferrol, Galícia, 13 de juny de 1910 - Salamanca, 27 de gener de 1999) fou un novel·lista, crític, autor dramàtic i periodista espanyol.

## Biografia

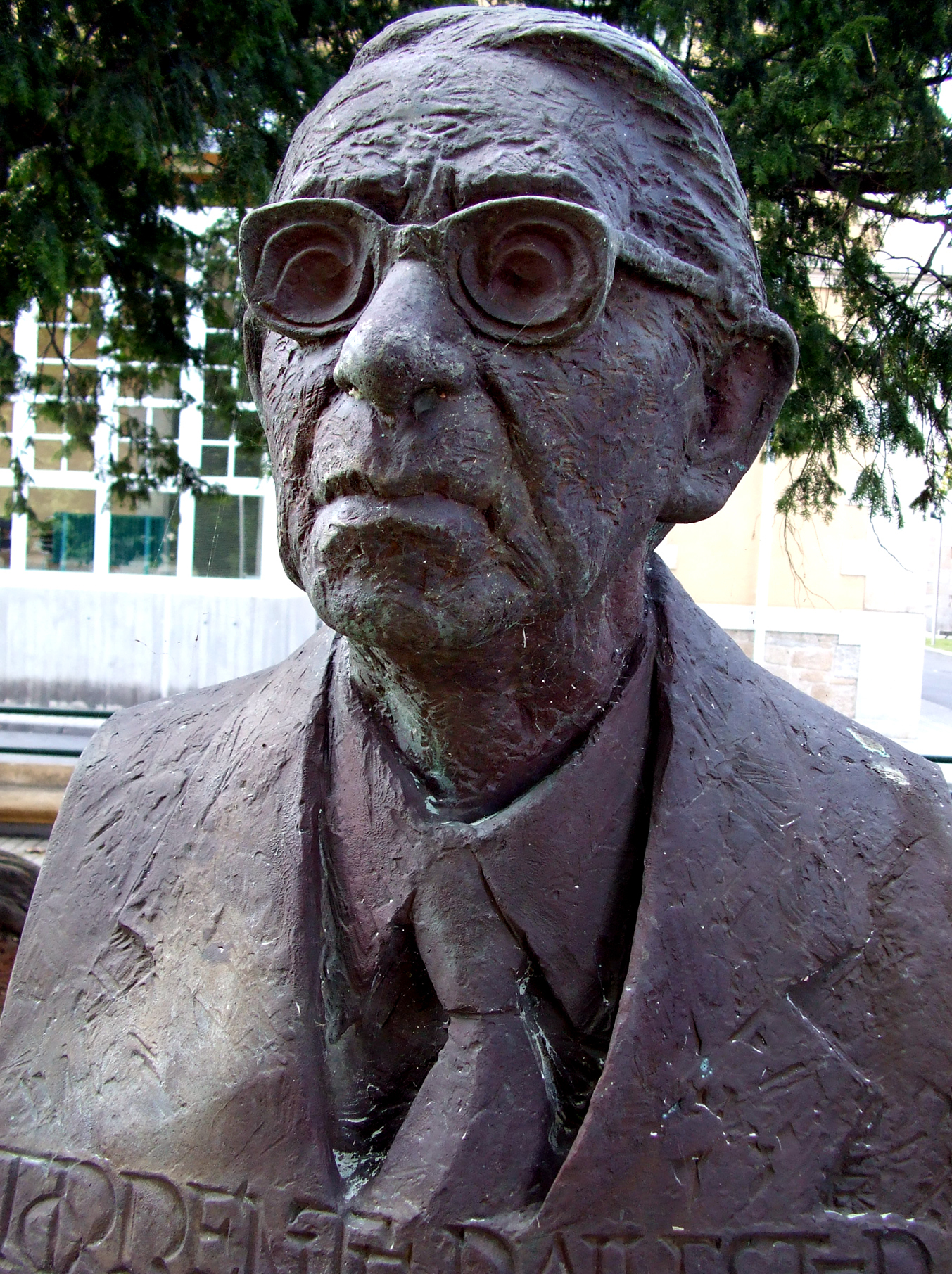
Estàtua en honor de Torrente Ballester situada a la seva ciutat natal.

Nascut el 13 de juny de 1910 a la ciutat gallega de Ferrol, va estudiar el batxillerat a la Corunya. El 1921 la seva miopia li impedí iniciar la carrera militar a la Marina. El 1922 morí el seu avi, i a continuació es va refugiar en la lectura d'El Quixot: resultà ser un lector inquiet i voraç. El 1926 ingressa com a alumne lliure a la Universitat de Santiago, crema els seus escrits juvenils i inicia lectures sobre Friedrich Nietzsche i Oswald Spengler.
Es trasllada a Oviedo, on estudia Dret, i allà té els seus primers contactes amb les avantguardes literàries. Inicia la seva activitat periodística al diari El Carbayón. El 1928 marxa a Vigo i llegeix James Joyce, Marcel Proust, Miguel de Unamuno i José Ortega y Gasset. Fa viatges a Madrid, on s'instal·la el 1929 i freqüenta la tertúlia de Valle-Inclán, inicia els estudis de Filosofia i Lletres i comença a treballar al diari anarquista La Tierra. Després de desaparèixer el diari el 1930 torna a la seva ciutat natal, on es casarà i llegirà Edgar Allan Poe, Charles Baudelaire i Stéphane Mallarmé.
Es matricula per lliure a la Facultat de Lletres de la Universitat de Santiago i s'afilia al Partido Galeguista. El 1935 es llicencia en Història a la Universitat de Santiago i exerceix de Secretari Local del Partit Galleguista. El 1936 és nomenat professor auxiliar a la mateixa universitat, en l'especialitat d'Història Antiga.
Viatja a París amb intenció de realitzar la seva tesi doctoral i allà el sorprèn l'alçament nacional del 18 de juliol. Després de dubtar-ho, retorna a Espanya a l'octubre amb la seva família. Segueix la recomanació d'un sacerdot amic i s'afilia a la Falange. El 1937 coneix a Pamplona a Dionisio Ridruejo i els altres intel·lectuals falangistes del Grup de Burgos (Pedro Laín Entralgo, Luis Rosales Camacho, Luis Felipe Vivanco…).
Després de participar el 1940 en la fundació de la revista Escorial al costat dels intel·lectuals del Grup de Burgos, el 1943 sofreix per primer cop la censura del règim al publicar la seva novel·la Javier Mariño. El 1947 es trasllada a Madrid com a professor d'Història Universal a l'Escola de Guerra Naval, càrrec que ocuparà fins al 1962. El 1948 assisteix a conferències de José Ortega y Gasset i inicia la seva activitat com a crític teatral al diari Arriba, feina que continuarà l'any següent a Ràdio Nacional d'Espanya.

## Interés cinematogràfic
A finals dels anys 40 participa en el guió de la pel·lícula Llegada de noche i El cerco del diablo de José Antonio Nieves Conde. Per aquest director escriurà els guions de Surcos, pel·lícula cabdal en el cinema de la postguerra, i el 1953 Rebeldía.
El 1957 publica El señor llega, primer volum de la trilogia Los gozos y las sombras, trilogia que el permetrà entrar a l'olimp dels autors de l'època. Per aquest primer volum aconseguirà el Premi Juan March, i continuarà la redacció de la trilogia a Mallorca.
El 1962 signà un manifest en defensa dels miners asturians en vaga, cosa que li va suposar perdre el treball a l'Escola de Guerra Naval i les seves col·laboracions com a crític a Ràdio Nacional i Arriba. Un cop finalitzada la trilogia, les seves obres tindran poca acollida, i ha de sobreviure de les traduccions, barallant-se constantment amb la censura.
El 1966 és convidat a desenvolupar la tasca de professor convidat de literatura per la Universitat d'Albany, Nova York. Restarà als Estats Units fins al 1970, on rebrà nombroses visites dels seus amics intel·lectuals.
El 1972 finalitza la redacció de La saga/fuga de J.B, una de les grans novel·les en castellà dels anys 70, i amb la qual aconsegueix els Premis Ciutat de Barcelona i de la Crítica Espanyola. El 1975 aconseguirà l'ingrés en la Reial Acadèmia de la Llengua Espanyola, on el 1977 llegirà el seu discurs i ocuparà la butaca "E majúscula".
El 1981 és guardonat amb el Premi Nacional de narrativa de les Lletres Espanyoles per la seva obra La isla de los jacintos cortados, i inicia les seves col·laboracions amb el diari ABC. Després de supervisar el guió i la producció de la sèrie de Televisió Espanyola Los gozos y las sombras, basada en la seva trilogia realista, el 1982 rep el Premi Príncep d'Astúries de les Lletres, conjuntament amb Miguel Delibes.
Després d'emetre's amb èxit la sèrie per televisió, juntament amb els reconeixements obtinguts, les obres de Torrente Ballester adquireixen renom i el 1985 és guardonat amb el Premi Cervantes, màxim guardó de les lletres castellanes. És el primer novel·lista espanyol d'aconseguir-lo.
Després de ser nomeant Doctor Honoris Causa per diferents universitats d'arreu del món, el 1988 guanyà el Premi Planeta per la seva obra Filomeno, a mí pesar. El 1991 supervisa el guió cinematogràfic de la seva obra El rey pasmado, escrita pel seu fill Gonzalo Torrente Malvido i Joan Potau. L'èxit de la pel·lícula la farà guanyar vuit Premis Goya.
Com a narrador, Torrente Ballester sobresurt pel plantejament i la resolució profundament irònics de les seves narracions. Aquesta ironia es basa en la percepció del real en el meravellós i del meravellós en el real, per la qual cosa se l'ha considerat com la resposta autòctona espanyola al realisme màgic hispanoamericà.
Finalment Torrente Ballester mor el 27 de gener de 1999 a Salamanca.

## Obres publicades

### Novel·la
- Javier Mariño (1943)
- El golpe de estado de Guadalupe Limón (1946)
- Ifigenia (1949)
- Ifigenia (1950)
- La trilogia Los gozos y las sombras, constituïda per El señor llega (1957), Donde da la vuelta el aire (1960) i La Pascua triste (1962), Premi de la Fundació Juan March
- Don Juan (1963)
- Off Side (1968)
- La saga/fuga de J.B. (1972), premi Ciutat de Barcelona i de la Crítica 1972.
- Fragmentos de Apocalipsis (1977), premi de la Crítica 1977
- La isla de los jacintos cortados (1980), premi Nacional de Narrativa
- Dafne y ensueños (1982)
- Quizá nos lleve el viento al infinito (1984)
- La Princesa Durmiente va a la escuela (1985)
- La rosa de los vientos (1985)
- Yo no soy yo, evidentemente (1987)
- Filomeno, a mi pesar (1988), Premi Planeta
- Crónica del rey pasmado (1989)
- Las islas extraordinarias (1991)
- La muerte del decano (1992)
- La novela de Pepe Ansúrez (1994), premi Azorín
- La boda de Chon Recalde (1995)
- Los años indecisos (1997)
- Doménica (1999)

### Teatre
- El viaje del joven Tobías (1938)
- El casamiento engañoso (1939)
- Lope de Aguirre (1941)
- República Barataria (1942)
- El retorno de Ulises (1946)
- Atardecer de Longwood (1950)

### Assaig
- Panorama de la literatura española contemporánea (1956)
- Teatro español contemporáneo (1957)
- Siete ensayos y una farsa (1972)
- El Quijote como juego (1975)
- Cuadernos de un vate vago (1982)
- Diarios de trabajo (1942-1947)

### Periodisme
- Cuadernos de La Romana (1975)
- Nuevos Cuadernos de La Romana (1977)
- Cotufas en el golfo (1986)
- Torre del aire (1993)
- Memorias de un inconformista (1997)

### Miscel·lània
- Compostela y su ángel (1948)
- Santiago de Rosalía Castro (1989)
- Lo mejor de Gonzalo Torrente Ballester (1989)
- Los mundos imaginarios (1994)